# Шломо бен Адерет
Шломо бен Адерет (также известен как Рашба (сокращение Рабби Шломо бен Адерет, 1235, Барселона — 1310) — испанский раввин, крупнейший галахист поколения, автор "Респонсов Рашбы".

## Биография
Родился в Барселоне. Учился у Йоны Геронди и Рамбана. Был крупным торговцем, в свободное время писал книги по галахе. В дальнейшем создал иешиву, которая привлекала наиболее способную молодёжь поколения. В 1270 избран главным раввином Каталонии. Пользовался глубоким уважением и христиан, особенно короля Педро III, который даже посылал к нему судимых, если сам не мог прийти к решению. В 1278 участвовал в антихристианских диспутах против Рамона Мартини и Пабло Кристиани. Слава Рашбы распространилась на все еврейские общины Европы, которые обращались к нему с вопросами. Среди учеников Рашбы: Ритва, рабейну Ниссим бен Реувен, рабейну Бахья.

## Отношение к Рамбаму
Рашба был большим сторонником книг Рамбама по галахе, однако резко выступал против его философских взглядов в книге Море Невухим. Вместе с РОШем Рашба объявил херем тем, кто изучает философию, физику и другие науки, идущие от греко-арабской традиции, до достижения 25-летнего возраста, однако разрешил изучение этих наук в рамках занятия медициной.

## Книги
- Торат а-баит
- Мишмерет а-баит
- Шаар а-маим
- Хидушей Рашба ("Новшества Рашбы")
- Шут Рашба ("Респонсы Рашбы")